# La bamba
A La bamba egy mexikói népdal. Valószínűleg a 17. század vége felé keletkezett. Mivel Veracruz államból származik, ezért sokan Veracruz himnuszának is nevezik. A rockzenében Ritchie Valens népszerűsítette, majd 1987-ben jelent meg a Los Angeles-i mexikói Los Lobos együttes feldolgozása, mely változat világhírű lett.
A szövege előadók  szerint eltérő lehet; már többen megváltoztatták, illetve kiegészítették új sorokkal. A legismertebb szövege az alábbi (Los Lobos-féle változat):

Para bailar la bamba – „A bamba táncolásához”
Para bailar la bamba – „A bamba táncolásához”
Se necesita una poca de gracia – „Szükség van egy kis bájra”
Una poca de gracia pa’mí, pa’ti – „Egy kis bájra nekem, neked”
Ahí arriba y arriba – „Ott fent és fent”
Ahí arriba y arriba – „Ott fent és fent”
Por ti seré, por ti seré, por ti seré – „Érted leszek én, érted leszek én”
Yo no soy marinero – „Én nem vagyok tengerész”
Yo no soy marinero – „Én nem vagyok tengerész”
Soy capitán, soy capitán, soy capitán – „Kapitány vagyok, kapitány vagyok”
Bamba, bamba – „Bamba, bamba”
Bamba, bamba – „Bamba, bamba…”

Később popénekesek hozzátetteték még a dalhoz a következő versszakot:

Para subir al cielo – „Az égbe felszállni”
Para subir al cielo – „Az égbe felszállni”
Se necesita una escalera grande – „Szükség van egy nagy létrára”
Una escalera grande y otra chiquita – „Egy nagy létrára és még egy ici-picire”

## Fordítás
- Ez a szócikk részben vagy egészben a La Bamba című spanyol Wikipédia-szócikk fordításán alapul.  Az eredeti cikk szerkesztőit annak laptörténete sorolja fel. Ez a jelzés csupán a megfogalmazás eredetét és a szerzői jogokat jelzi, nem szolgál a cikkben szereplő információk forrásmegjelöléseként.